# Sum rekini
Sum rekini  (Pangasianodon hypophthalmus) – gatunek słodkowodnej ryby sumokształtnej z rodziny Pangasiidae, poławiany gospodarczo i hodowany w celach konsumpcyjnych, pomimo dużych rozmiarów jest często spotykany jako ryba akwariowa. W Polsce sprzedawany w postaci mrożonych filetów pod handlową nazwą panga. Osiąga maksymalnie ok. 130 cm długości standardowej (SL) i 44 kg masy ciała.

## Występowanie
Naturalny zasięg występowania tej ryby obejmuje rzeki Azji Południowo-Wschodniej. Jest hodowana na skalę przemysłową w wodach dorzecza Mekongu, głównie w Wietnamie, Kambodży i Tajlandii. Wielkość produkcji osiągnęła w 2005 r. około 527 548 ton.

## Ryba konsumpcyjna
Sum rekini sprzedawany w Europie do celów konsumpcyjnych, pochodzący z hodowli w Wietnamie, spożywany przez dłuższy czas może być szkodliwy dla zdrowia. Szczególnie nie powinny go spożywać kobiety w ciąży, ponieważ aby ryby rozmnażały się w sztucznych warunkach, podawany jest im hormon gonadotropina kosmówkowa lub Ovaprim.
W opinii Fundacji Programów Pomocy dla Rolnictwa FAPA wartość odżywcza tych ryb budzi zastrzeżenia naukowców, ze względu na metody hodowlane stosowane w produkcji (duże zagęszczenie ryb w często zanieczyszczonych akwenach, stosowanie w hodowli antybiotyków, środków bakteriobójczych, hormonów itp.). Poza tym mięso pangi, w porównaniu z rybami morskimi czy karpiem i pstrągiem, zawiera minimalne ilości cenionych przez dietetyków składników. W tym samym opracowaniu stwierdzono, że spadek cen filetów suma rekiniego spowodowany jest obniżeniem jakości oferowanego surowca.
Mięso suma rekiniego charakteryzuje się niską zawartością niezbędnych nienasyconych kwasów tłuszczowych i witaminy E. Suma kwasów EPA i DHA (omega-3) w 100 g mięsa tej ryby wynosi 0,05 g, a witaminy E 0,11 mg/kg masy ciała.

## Ryba akwariowa
Jest on hodowany także jako ryba akwariowa. W literaturze akwarystycznej sum rekini jest bardziej znany pod nazwą synonimiczną Pangasius sutchi. Wymaga dużych zbiorników (o długości co najmniej 140 cm). Pływa i pobiera pokarm w toni wodnej, dlatego wymaga uważnego karmienia, nie pobiera pokarmu z dna zbiornika. Jest rybą żarłoczną, szybko rosnącą. Nie są rybami agresywnymi, ale mniejsze od nich ryby prędzej czy później zostaną zjedzone. Najlepszym wyborem będą duże, spokojne ryby denne np. kirysowate i stadne przebywające w środkowych lub górnych partiach wody np. paku czarnopłetwy.
W hodowli występuje także forma albinotyczna tej ryby, sum rekini albinos.

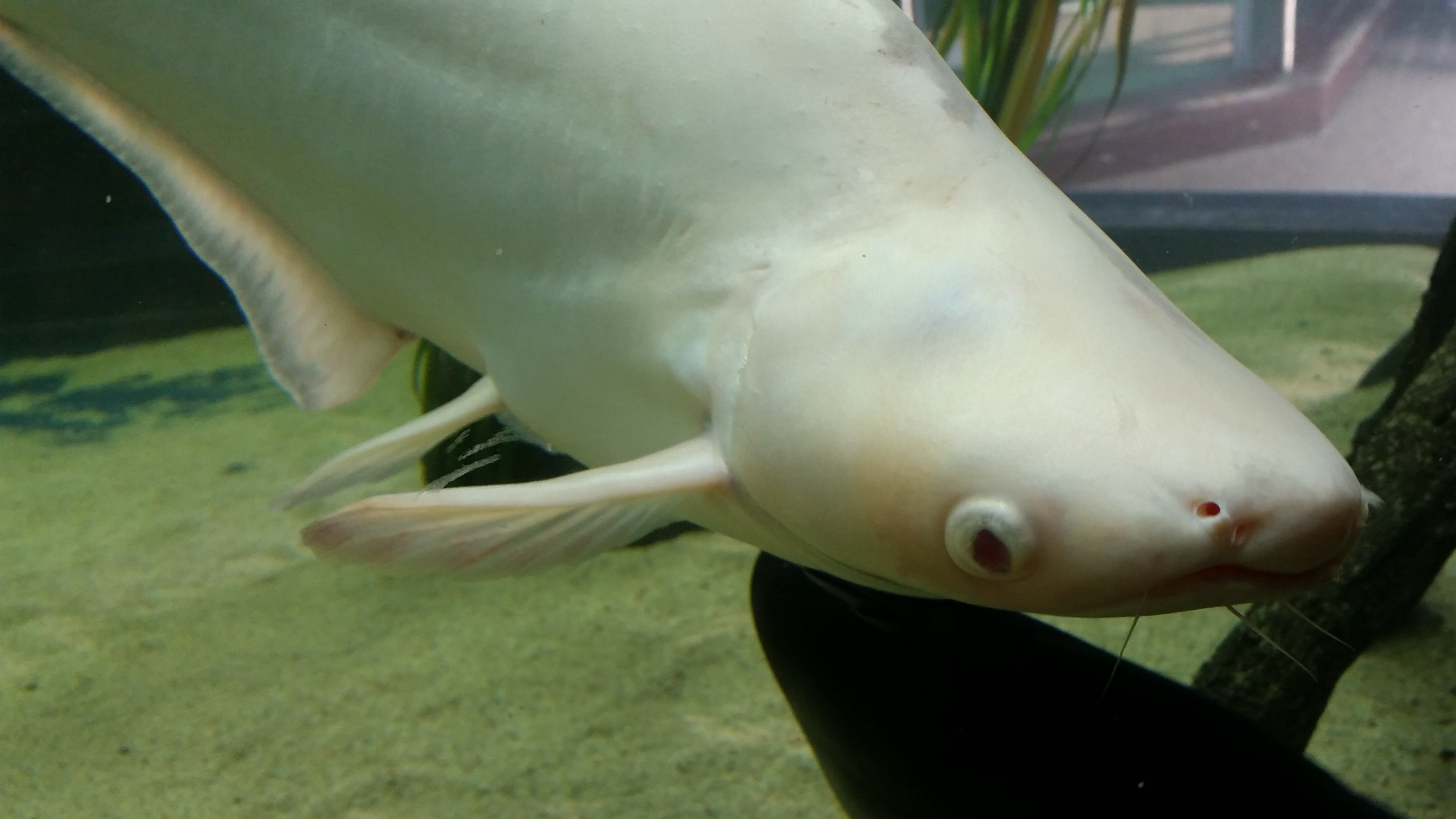
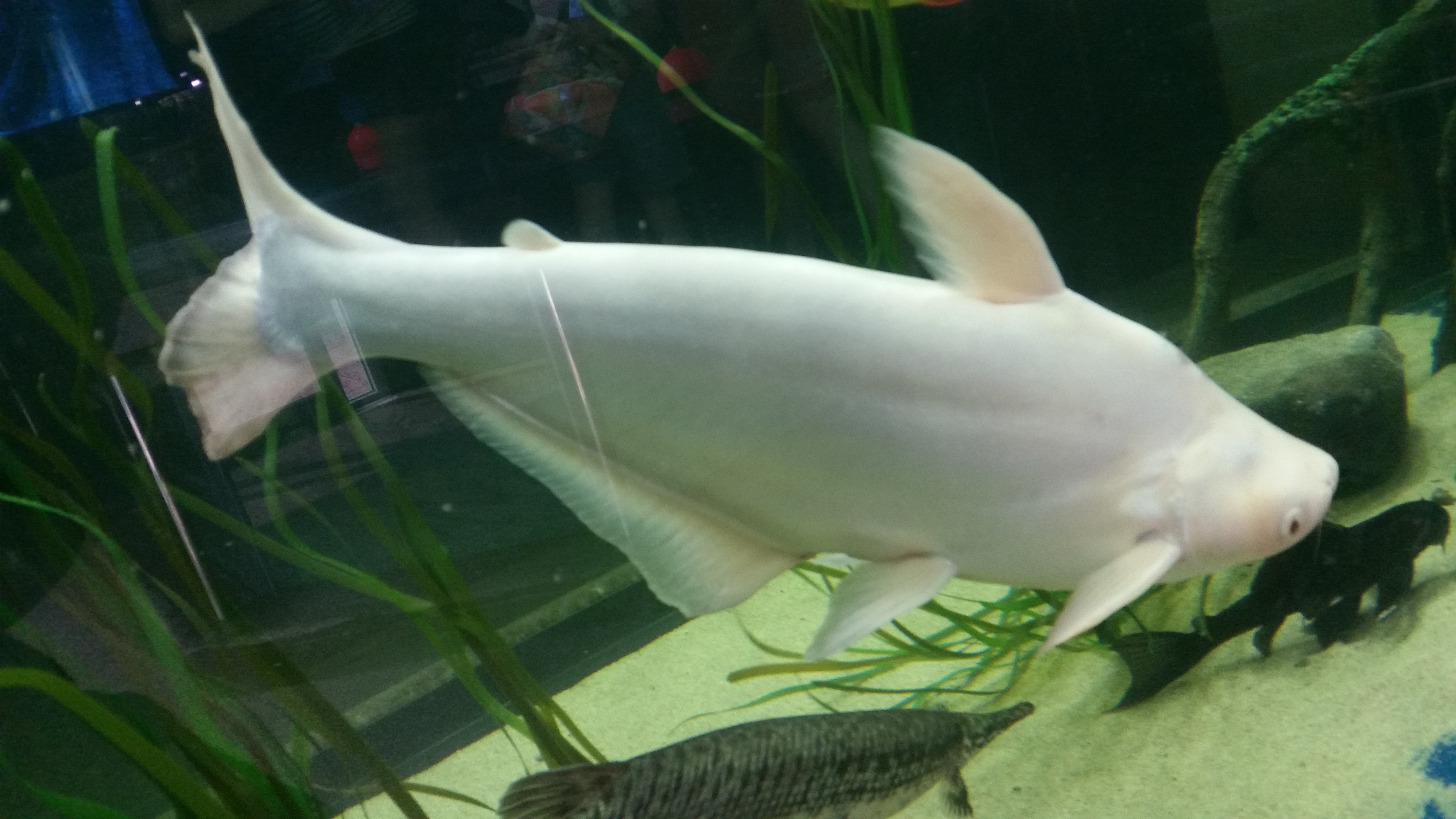
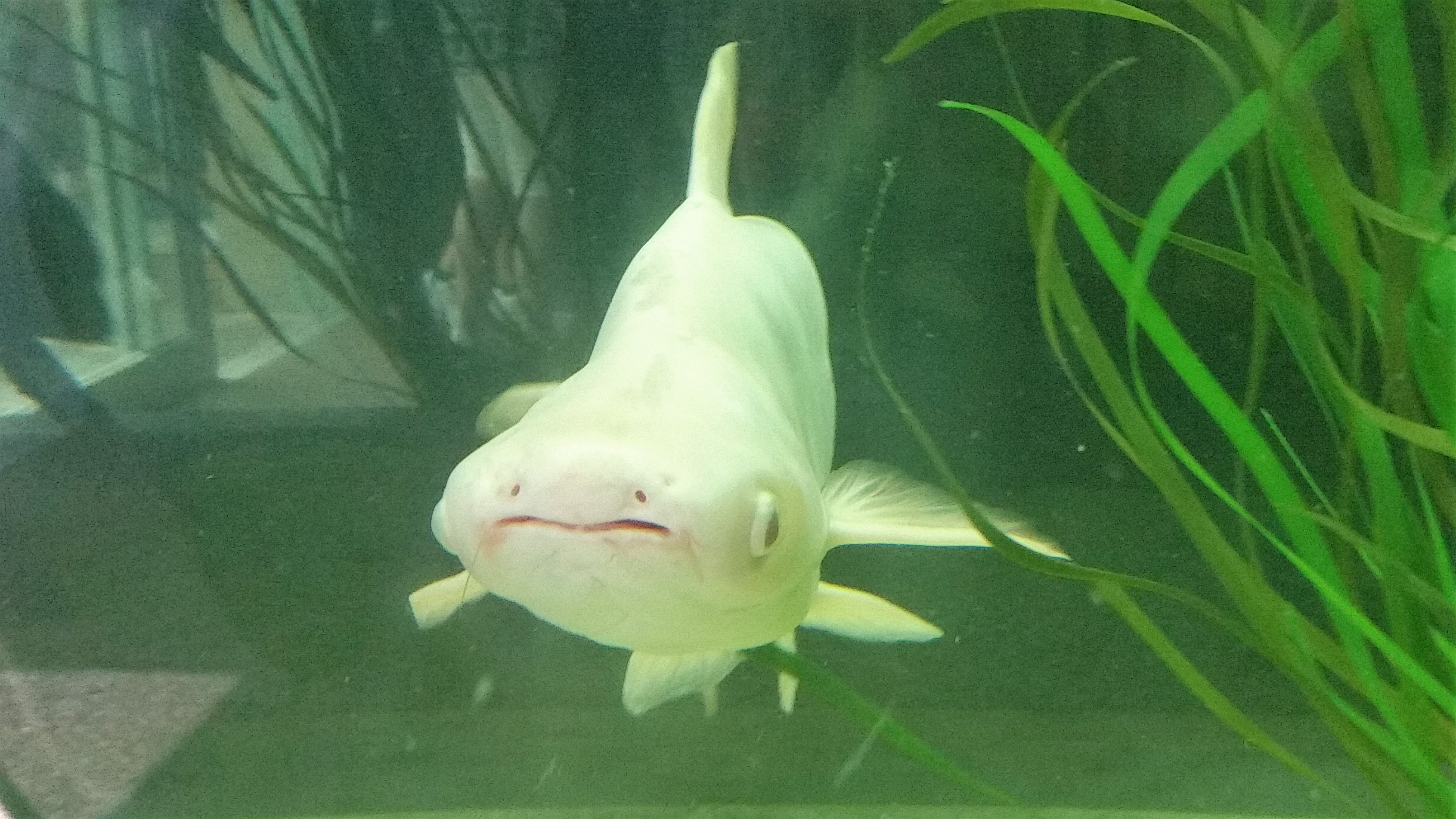
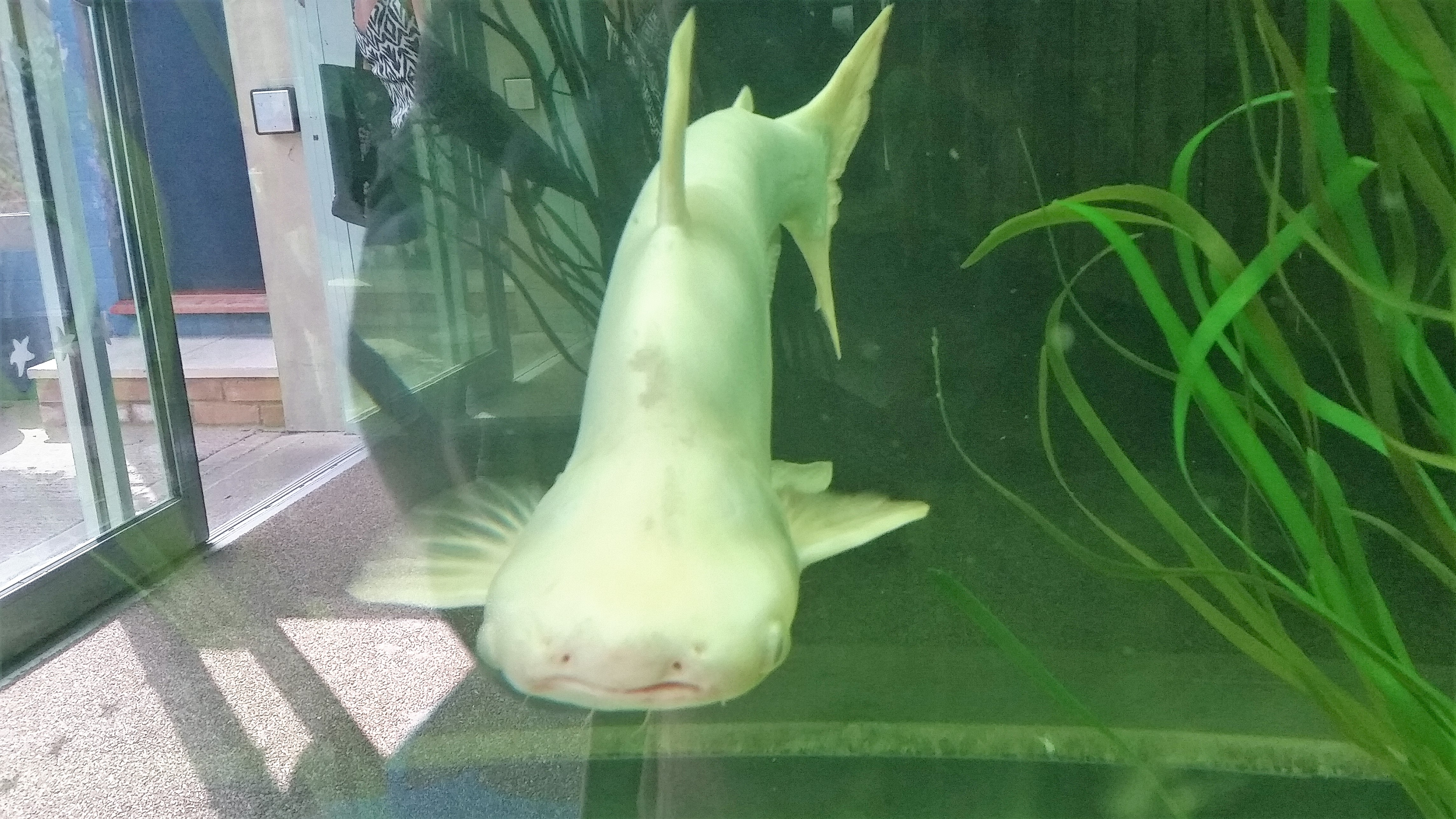
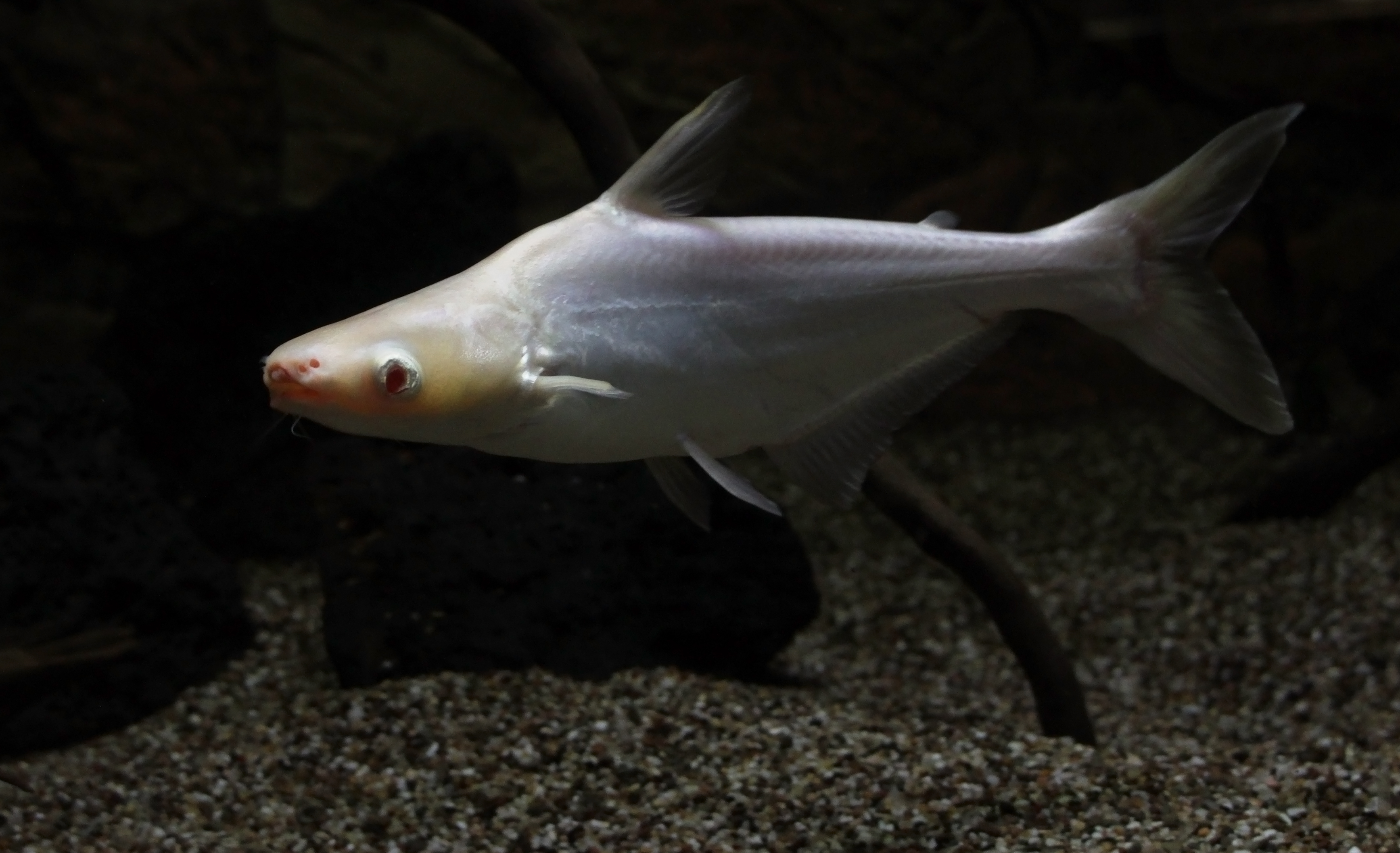